# Dairis Bertāns
Dairis Bertāns, né le 9 septembre 1989, à Valmiera, en République socialiste soviétique de Lettonie, est un joueur letton de basket-ball. Il évolue au poste d'arrière. Il est le frère de Dāvis Bertāns.

## Biographie
En juillet 2016, Bertāns rejoint le Darüşşafaka Doğuş, club turc qui participe à l'Euroligue, avec un contrat de deux ans.
Le 1er mars 2019, Bertāns quitte l'Olimpia Milan. Il s'engage avec les Pelicans de La Nouvelle-Orléans le lendemain,.
Le 7 juillet 2019, il est coupé par les Pélicans de La Nouvelle-Orléans.
Le 8 juillet 2019, il s'engage pour deux saisons avec le club russe du BC Khimki Moscou. En mars 2021, Bertāns quitte le Khimki car le club a des difficultés à payer ses joueurs.